# Hjalmar Heimbürger

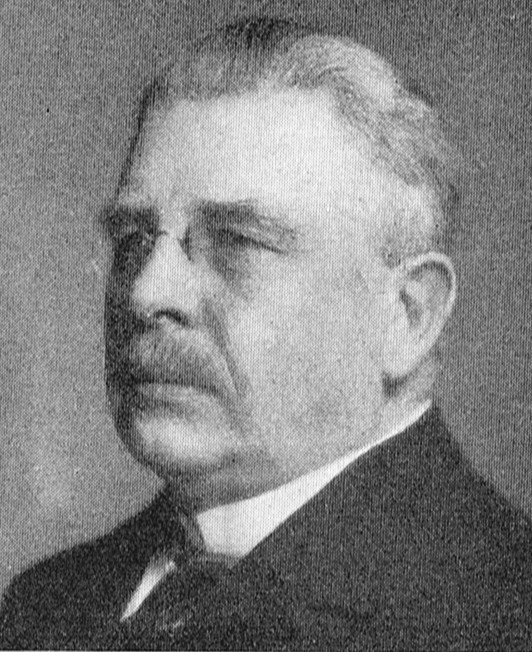
Hjalmar Heimbürger.

Hjalmar Heimbürger, född 26 december 1868 i Tavastehus, död 26 februari 1929 i Stockholm, var en svensk företagsledare.

## Biografi
Hjalmar Heimbürger var son till civilingenjören Axel Heimbürger. Efter mogenhetsexamen i Stockholm 1888 utexaminerades han från Tekniska högskolans fackavdelning för kemisk teknologi 1891. Han var verkmästare vid AB Eneroth & co i Göteborg 1891–1897 och fabrikschef där 1897–1904. Därpå övergick Heimbürger till tobaksindustrin och var 1904–1915 VD i AB Tabacos i Stockholm. 1915–1920 ledde han som VD AB Henriksborgs fabriker (ett dotterbolag till AB Sommelii fabriker) vid Henriksdal för tillverkning av matfetter. 1918–1919 var Heimbürger avdelningschef för kemiska industrin i Statens industrikommission och statens representant i Sveriges kemiska industriers exportförening. 
År 1920 blev han tillförordnad teknisk byråchef i det då nyinrättade handelsdepartementet och tjänstgjorde 1923–1928 som teknisk föredragande i departementet. 1928 utnämndes han till en liknande befattning i Rikskommissionen för ekonomisk försvarsberedskap. Under 1920-talet togs Heimbürger i anspråk för olika utredningar. Bland dessa märks 8-timmarsdagens verkningar inom vissa grupper av kemisk industri (1922), Bageri- och arbetstidslagens ekonomiska verkningar (1925) och Den svenska tvättmedelsindustrien (1925), Inom Handelsdepartementet ledde Heimbürger 1921–1922 ett omfattande utredningsarbete angående tullarna. 1922–1928 var han ledamot av styrelsen för Svenska industriens standardiseringskommission och 1923–1928 styrelseledamot i AB Vin- & Spritcentralen.